# 滋賀県道601号守山大津志賀自転車道線
滋賀県道601号守山大津志賀自転車道線（しがけんどう601ごう もりやまおおつしがじてんしゃどうせん）は、滋賀県守山市今浜町附近を起点に大津市北小松に至る一般県道である。

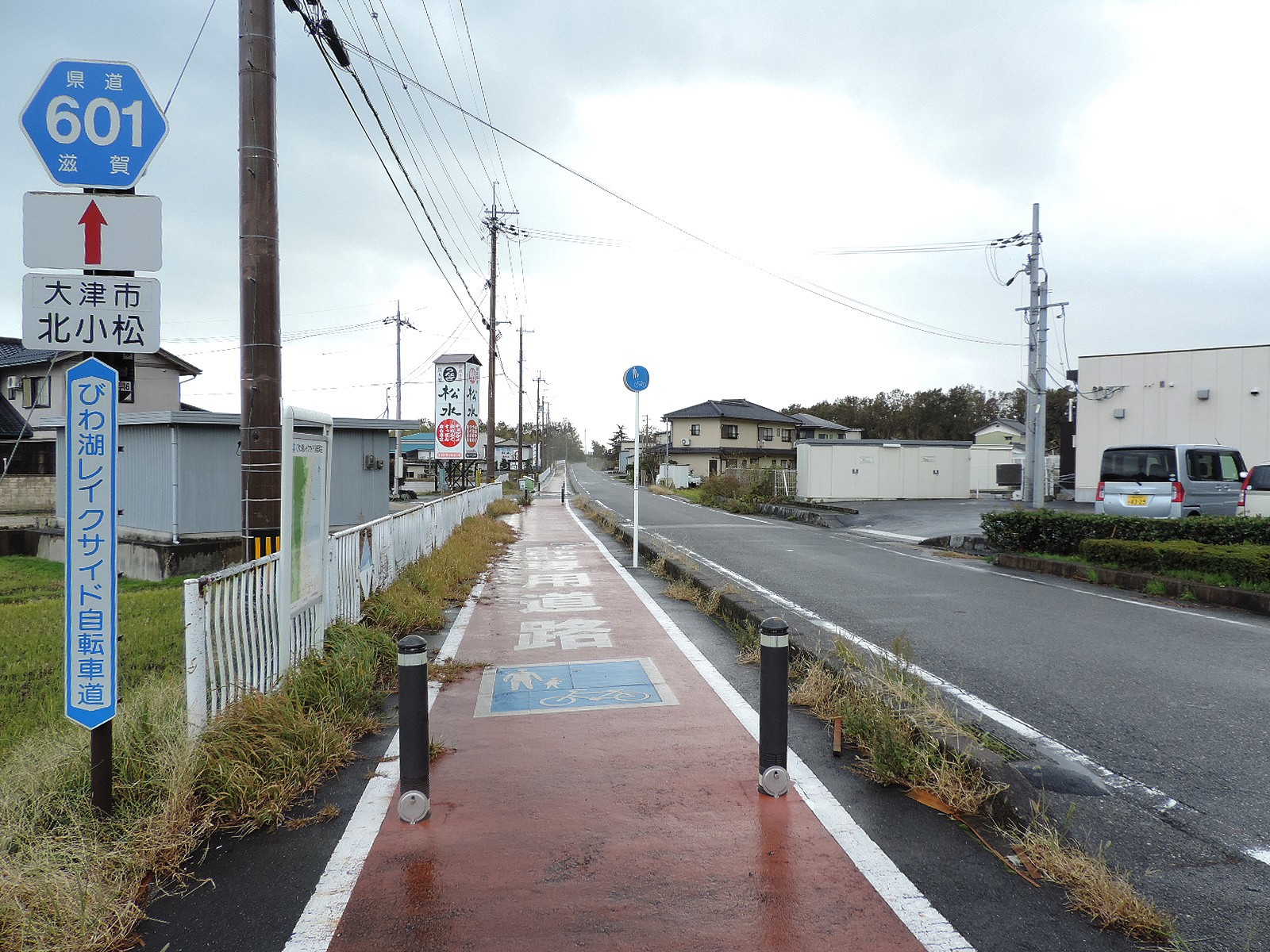
終点（大津市北小松）付近にて。車道部分は県道307号北小松大物線。2017年撮影

## 概要
滋賀県道で2路線目の自転車道（自転車歩行者専用道路）である。びわ湖レイクサイド自転車道という愛称が付けられている。赤く舗装された歩行者・自転車専用部分のみが県道601号として認定されており、併走する車道部分は別の番号の県道や国道である。所々で国道や別の県道に呑み込まれ、その存在がわからなくなることがある。終点から起点へ向けてビワイチの一部を成し、琵琶湖大橋の自転車歩行者道を渡って守山へ至る北湖一周コースになる。

## 路線状況

### 重複区間
- 国道477号（守山市今浜町・大津市本堅田 間）
- 滋賀県道558号高島大津線（大津市本堅田・大津市和邇 間）

## 地理

### 通過する自治体
守山市 - 大津市

### 接続道路
- 滋賀県道559号近江八幡大津線（湖岸道路＝さざなみ街道）
- 国道477号（レインボーロード）
- 国道161号（西近江路）
- 滋賀県道558号高島大津線（西近江路）
- 滋賀県道311号途中志賀線
- 滋賀県道307号北小松大物線
- 滋賀県道321号荒川蓬萊線
- 滋賀県道307号北小松大物線
- 国道161号

### 沿線
- 道の駅びわ湖大橋米プラザ
- イズミヤ 堅田店
- 正源寺
- 西日本旅客鉄道（JR西日本）湖西線 小野駅
- 小野市民センター
- 平和堂 和邇店
- 西日本旅客鉄道（JR西日本）湖西線 和邇駅
- 本立寺
- 西日本旅客鉄道（JR西日本）湖西線 比良駅
- 国民宿舎近江舞子ロッジ
- 近江舞子中浜水泳場
- 西日本旅客鉄道（JR西日本）湖西線 近江舞子駅
- 大津市立小松小学校